# Exército de Libertação Zgharta
O Exército de Libertação Zgharta (em árabe: جيش تحرير زغرتا, translit. Jayish Tahrir Zaghrita; em francês:  Armée de Liberation de Zgharta (ALZ)), também conhecido como Exército de Libertação Zghartawi, foi o ramo paramilitar do Movimento Marada durante a Guerra Civil Libanesa. A milícia foi formada em 1967 pelo futuro presidente do Líbano e za'im Suleiman Frangieh como Brigada Marada sete anos antes do início da guerra. A força foi inicialmente comandada pelo filho de Suleiman Franjieh, Tony Frangieh. Operou principalmente fora de Trípoli e Zgharta, mas também combateu em Beirute. O Exército de Libertação Zgharta lutou contra várias milícias muçulmanas palestinas e libanesas, bem como contra as Forças Libanesas em Bsharri e Ehden. 

## Crenças políticas e controvérsias
Muitas vezes descrito como uma organização gangster ao estilo da máfia, em vez de um verdadeiro partido político, o Al-Marada / Exército de Libertação Zgharta parece nunca ter elaborado um programa coerente ou aderido a uma ideologia específica. Embora conservadores em perspectiva, compartilhando com os outros partidos cristãos de direita pontos de vista semelhantes sobre a presença militar da Organização para a Libertação da Palestina (OLP) no Líbano e a preservação do status quo político dominado pelos cristãos antes da guerra, eram geralmente considerados como uma unidade de vassalos feudais infames por sua brutalidade e corrupção. 